# Grönhults naturreserat
Grönhults naturreserat är ett naturreservat i Kristianstads kommun i Skåne län.
Området är naturskyddat sedan 2021 och är 10 hektar stort. Reservatet ligger sydväst om Hörröd och består av rikkärr och kalkfuktängar.